# Annales Barenses
Annales Barenses (slovensko Letopisi Barija) so zbirka letopisov neznanega avtorja, zbrana v Bariju v poznem 11. stoletju.  V času njihovega nastanka je bil Bari glavno mesto Bizantinskega cesarstva v južni Italiji.
Annales Barenses so tesno povezani s kroniko Lupa Protospatarija in Anonymi Barensis Chronicon (Anonimna kronika Barija). Annales Barenses pokrivajo obdobje od smrti papeža Gregorja Velikega leta 604 do izvolitve Petra III., nadškofa Acerenze, leta 1102. Najbolj uporabni so za obdobje 1041–1043.

## Sklica
1. ↑  Hiram Kümper (2012), »Annales Barenses«,  v Graeme Dunphy (ur.), Encyclopedia of the Medieval Chronicle, doi:10.1163/2213-2139_emc_EMCSIM_00116.
2. ↑  William J. Churchill (1979), The Annales Barenses and the Annales Lupi Protospatharii: Critical Edition and Commentary (PDF) (Ph. D. dissertation), Centre for Medieval Studies, University of Toronto.